# الحريق (الحديدة)

تعديل مصدري - تعديل

الحريق هي إحدى قرى مديرية السخنة، التابعة لمحافظة الحديدة اليمنية، بلغ تعداد سكانها 1307 نسمة حسب الإحصاء الذي أجري عام 2004.